# Círculos
Círculos es la octava canción del primer álbum como solista de la antigua vocalista de La Oreja de Van Gogh, Amaia Montero.

## Acerca de la canción
Amaia le canta a un sentimiento de libertad, en donde ella dice poder ser como ella siempre ha querido. Lo podemos comprobar en la parte del estribillo, ...y ahora quiero ser, la que tanto quise ser...

## Videoclip
No se ha confirmado como sencillo de la intérprete.
- Datos: Q5796595